# Сен-Фильбер-де-Гран-Льё
Сен-Фильбер-де-Гран-Льё (фр. Saint-Philbert-de-Grand-Lieu) — коммуна на западе Франции, находится в регионе Пеи-де-ла-Луар, департамент Атлантическая Луара, округ Нант, центр кантона Сен-Фильбер-де-Гран-Льё. Расположена в 23 км к югу от Нанта, в 18 км от автомагистрали A83, на обоих берегах реки Булонь, выше по течению впадающей в озеро Гран-Льё, одно из двух крупнейших озёр материковой Франции.
Население (2017) — 8 921 человек.

## История
Поселение на берегу озера Гран-Льё появилось в галло-римский период и называлось Деа. В 677 году епископ Пуатье Ансоальд передал ее монаху Филиберту для обеспечения общины монахов аббатства, основанного им на острове Нуармутье. Коммуна обязана своим нынешним названием монахам, которые между 815 и 819 годами построили в Деа комплекс монастырских зданий, вероятно, для того, чтобы спастись от викингов, нападения которых на остров Нуармутье становятся все чаще и чаще. В 836 году в Деа перевезли саркофаг с мощами Святого Филиберта. В начале 846 года, незадолго до набегов норманнов в 847 году, разгромивших аббатство, монахи бежали, замуровав саркофаг. Они вернулись и частично восстановили аббатство, но в 858 году покинули его окончательно, перевезя мощи святого Филиберта в Турню, куда после долгих странствий они добрались в 875 году. После это Деа остался одним из приоратов, относящихся к аббатству Святого Филиберта в Турню.
Свое нынешнее название коммуна получила в 1159 году.
Мощи Святого Филиберта хранятся в Турню, но в 1937 году часть их была передана церкви Святого Филиберта в Сен-Фильбер-де-Гран-Льё и помещена в саркофаг, сохранившийся со времен Каролингов.

## Достопримечательности
- Природный заповедник озеро Гран-Льё
- Бывшее аббатство Святого Филиберта IX века в дороманском стиле, характерном для эпохи Каролингов
- Церковь Святого Филиберта
- Шато Жамоньер XIX века
- Усадьба Бретодьер начала XIX века
- Шато Монсо

## Экономика
Структура занятости населения:
- сельское хозяйство — 13,3 %
- промышленность — 9,5 %
- строительство — 6,1 %
- торговля, транспорт и сфера услуг — 41,8 %
- государственные и муниципальные службы — 29,2 %

Уровень безработицы (2017 год) — 7,4 % (Франция в целом — 13,4 %, департамент Атлантическая Луара — 11,6 %). 

Среднегодовой доход на 1 человека, евро (2017 год) — 22 020 (Франция в целом — 21 110, департамент Атлантическая Луара — 21 910).

## Демография
Динамика численности населения, чел.

## Администрация
Пост мэра Сен-Фильбер-де-Гран-Льё с 2014 года занимает член партии Республиканцы Stéphan Beauge (Стефан Боже), член Совета департамента Атлантическая Луара от кантона Сен-Фильбер-де-Гран-Льё. На муниципальных выборах 2020 года возглавляемый им правый блок победил в 1-м туре, получив 55,66 % голосов.
| Период | Период | Фамилия       | Партия                                  | Примечания                                                                                 |
| ------ | ------ | ------------- | --------------------------------------- | ------------------------------------------------------------------------------------------ |
| 1971   | 1995   | Клод Венсендо | Разные правые                           | член Генерального совета департамента                                                      |
| 1995   | 2001   | Мишель Лепри  | Разные правые                           |                                                                                            |
| 2001   | 2008   | Ивонник Жиле  | Союз за народное движение               | работник Управления по оборудованию (DDE)                                                  |
| 2008   | 2014   | Моник Рабен   | Социалистическая партия                 | вице-президент Регионального совета Пеи-де-ла-Луар, депутат Национального собрания Франции |
| 2014   |        | Стефан Боже   | Союз за народное движение Республиканцы | член Генерального совета и Совета департамента                                             |

## Города-побратимы
- Биккенбах (Бергштрасе), Германия
- Радир, Уэльс

## Галерея

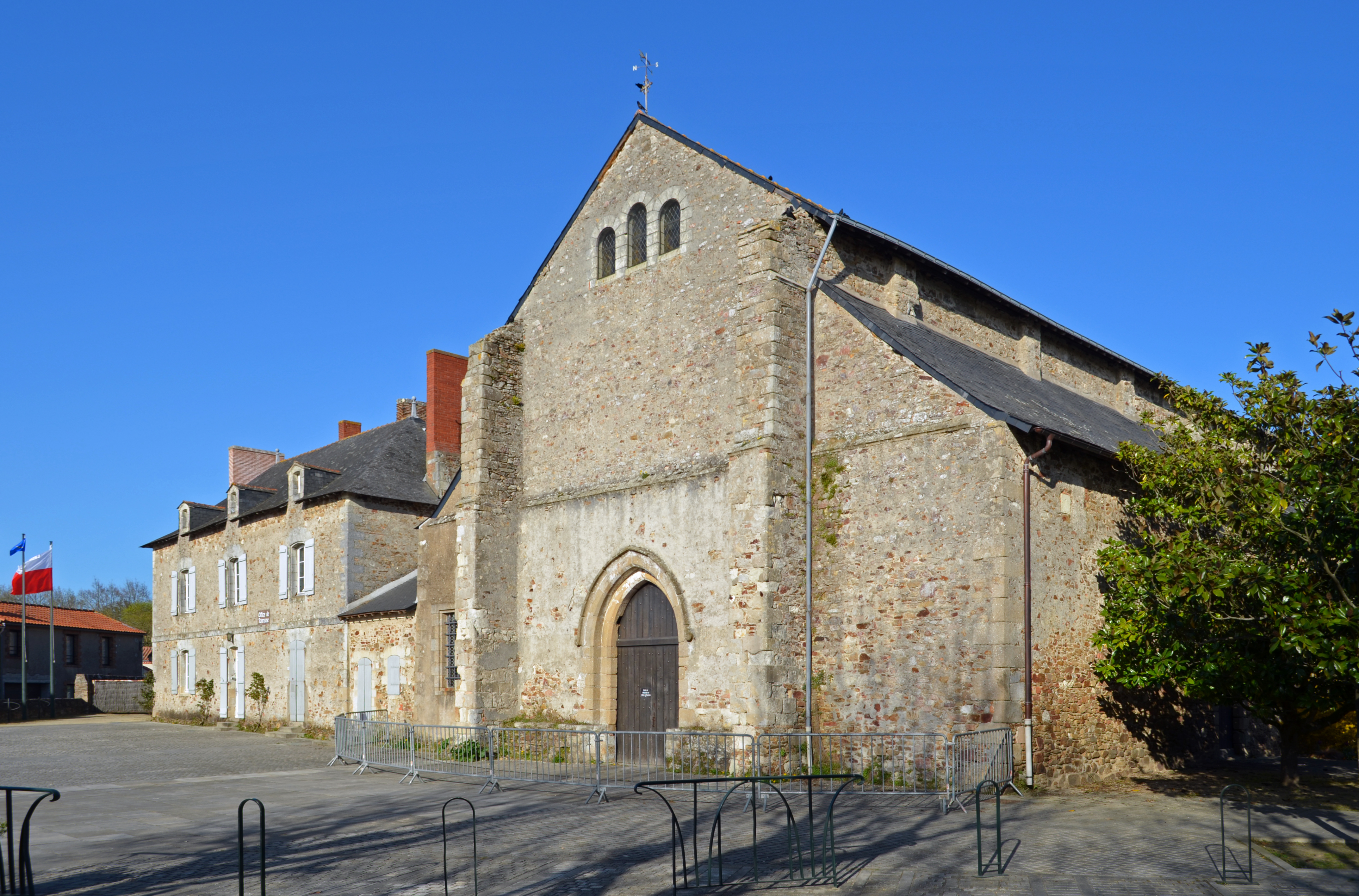
Аббатство Святого Филиберта
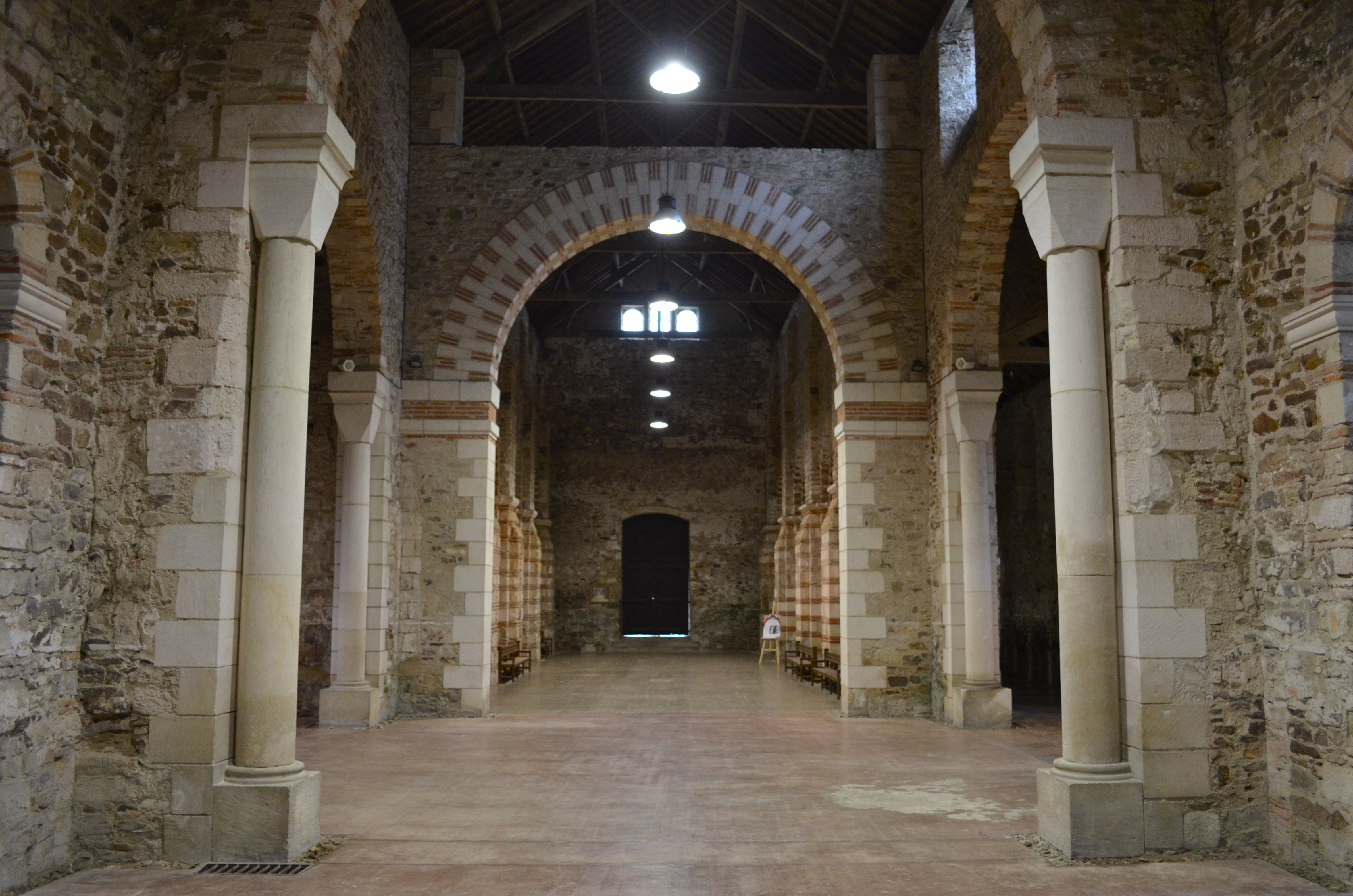
Неф аббатства Святого Филиберта
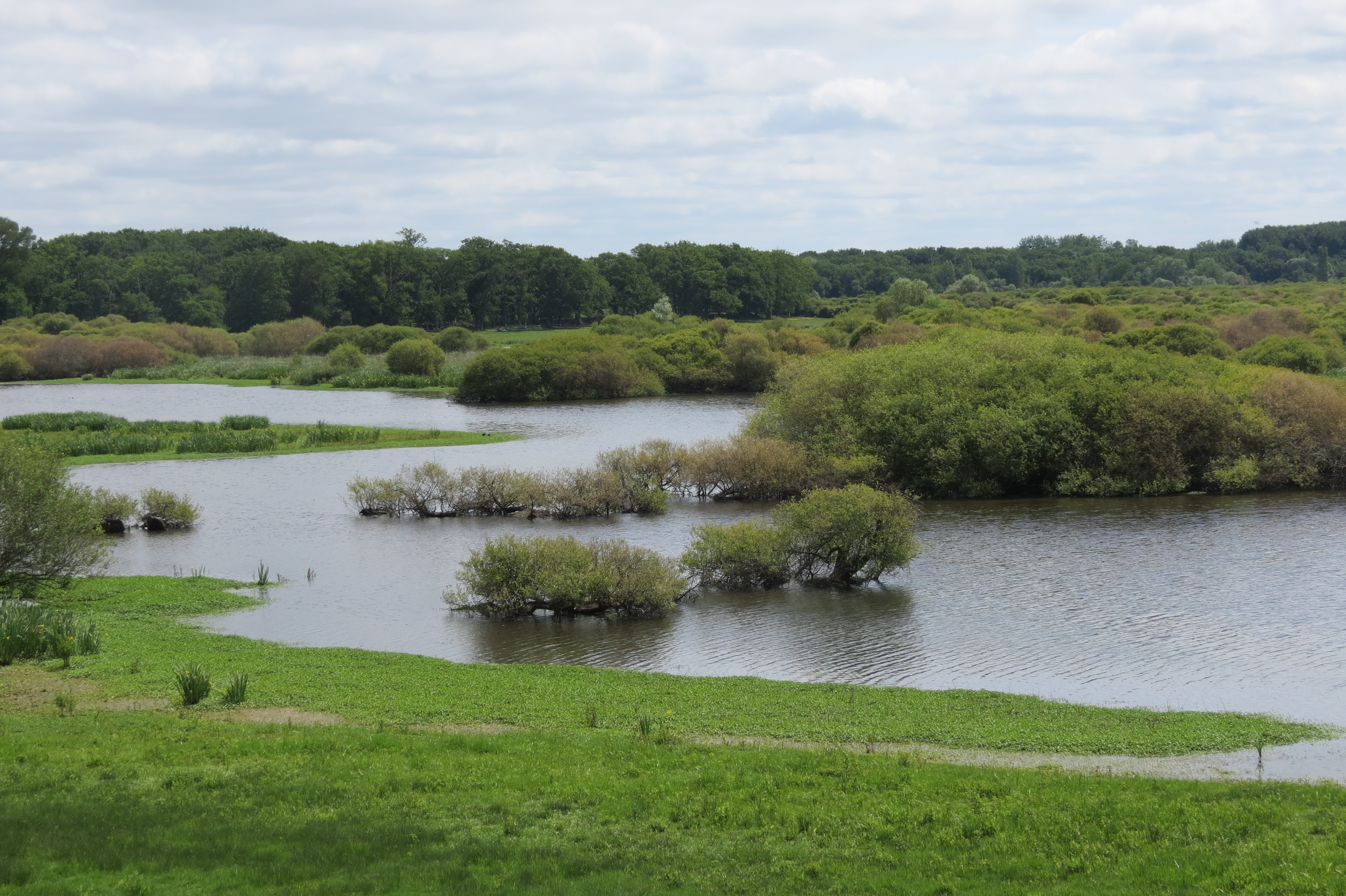
Озеро Гран-Льё